# Poeltia
Poeltia là một chi rêu trong họ Gymnomitriaceae.